# Isla de Ambre
Isla de Ambre (en francés: Île d'Ambre) es una isla situada cerca de la costa noreste de la isla principal del país africano de Mauricio (a unos 400 metros de distancia). Se trata de un parque nacional y reserva natural parte del archipiélago conocido como las islas Mascareñas. Se encuentra deshabitada, posee una superficie de 1,40 kilómetros cuadrados.